# Дисплей на квантових точках

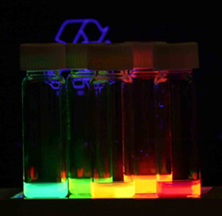
«Квантові точки», опромінені ультрафіолетовим світлом. Різні розміри «квантових точок» випромінюють різні кольори.

Дисплей на квантових точках — відображальний пристрій, який використовує квантові точки для отримання червоного, зеленого і синього світла. На даний час існують комерційні моделі дисплеїв, основою яких є квантовоточкові світлодіоди (QD-LED або QD-OLED).
QLED (від англ. quantum dot, «квантова точка») — маркетингова назва технології виготовлення рідкокристалічних екранів зі світлодіодним підсвіченням на квантових точках від компанії Samsung. Подібна технологія від компанії LG Electronics називається NanoCell, від компанії Sony — Triluminos, від компанії Hisense — ULED.
Квантові точки — це кристали, які світяться тоді, коли на них діє струм або світло. Вони випромінюють різні кольори залежно від розміру і матеріалу, з якого вони виготовлені. Дослідники заявляють, що дисплеї на квантових точках можуть мати у п'ять разів менше енергоспоживання порівняно зі звичайними РК-дисплеями (LCD), а також триваліший термін роботи порівняно з OLED-дисплеями. Також стверджується, що вартість виробництва може бути вдвічі нижчою від вартості виготовлення РК- і OLED-дисплеїв.
Згідно з заявами творців, забезпечує менше споживання енергії, ніж решта технологій, зокрема OLED, і низьку вартість виробництва (як і електронний папір, OLED-дисплеї (а також, деякою мірою, LCD), претендує на статус основної технології у гнучких дисплеях). При цьому декларують значно вищі, ніж у конкурентних технологій, яскравість і контрастність.

## Принцип дії
Створення цілого телевізійного дисплея з квантових точок, а не просто використання їх для підсвічення, було початковою ціллю QD Vision. Планувалось взяти структуру пристрою OLED, але як емісійний шар використати квантові точки. Вони виробляють монохроматичне світло, тому ефективніші, ніж джерела білого світла. QD-LED-дисплеї будуть використовувати електролюмінесцентні квантові точки як випромінювальні елементи, які керуються активною матрицею з тонкоплівкових транзисторів (TFT).
На даний час існують тільки лабораторні зразки електроемісійних дисплеїв. Поки що всі комерційні продукти використовують фотолюмінісцентні квантові точки для підсвічення рідкокристалічних дисплеїв. Як виявилося, використання квантових точок для отримання чистого спектрального кольору — це порівняно недорогий спосіб забезпечити близьку до природної кольоропередачу для рідкокристалічних матриць.

## Технологія
У кольорових дисплеях кожний піксель містить червоний, зелений і синій субпіксель. Ці кольори комбінуються з різною інтенсивністю для отримання мільйонів відтінків. Дослідники змогли створити повторювані зразки із червоних, зелених і синіх смужок, багаторазово повторюючи технологію літографічного нанесення. Смужки наносяться безпосередньо на матрицю тонкоплівкових транзисторів. Транзистори зроблені із аморфного індій-галлій-цинкового оксиду (IGZO), який має вищу рухливість електронів і є напівпровідником електронного типу провідності, стабільнішим, ніж транзистори з аморфного гідрованого кременю (a-Si). У результаті дисплей має субпікселі близько 50 мікрометрів завширшки і 10 мікрометрів завдовжки, достатньо малого розміру, щоб було можливо використати їх у екранах телефонів.

## Історія
Ідею використання квантових точок як джерела світла вперше розроблено в 1990-х роках.[джерело?] На початку 2000-х вчені почали розуміти весь потенціал квантових точок як технології наступного покоління дисплеїв. 2004 року для розробки технології QLED засновано лабораторію QD Vision (США, Лексінгтон (Массачусетс)). Згодом до неї приєдналися компанії LG Electronics і Samsung Electronics.
У лютому 2011 року дослідники з Samsung представили розробки першого повноколірного дисплея на основі квантових точок — QLED. 4-дюймовий дисплей керувався активною матрицею, це означає, що кожен кольоровий піксель з квантовою точкою може вмикатися і вимикатися тонкоплівковим транзистором. Дослідники зробили прототип на склі і на гнучкому пластику. Для створення прототипу на кремнієву плату наноситься шар розчину квантових точок і напилюється розчинник. Потім шар квантових точок охайно запресовується в гумовий штамп з гребінчастою поверхнею, відділяється і штампується на скло або гнучкий пластик. Так смужки квантових точок наносяться на підкладку.
Використання високотоксичного кадмію, який переважно застосовувався у виробництві квантових точок, обмежене 0,01 % за вагою однорідного матеріалу. Завдяки співпраці Samsung з хімічною компанією Dow Chemical, 2015 року проблему вирішено застосуванням матеріалів, які замість кадмію містять індій. У створенні технології квантових точок без кадмію LG теж співпрацює з Dow Chemical і LG Chem.

## Плутанина в термінах
Всі дисплеї, які заявляються як QLED, фактично є РК-матрицею зі світлодіодним підсвічуванням на квантових точках, тобто єдина їхня перевага перед LCD — це розширена колірна модель. Порівняно з OLED — телевізорами (де самі пікселі є маленькими світлодіодами), які використовують електролюмінесценцію, в телевізорах на QLED немає справжнього чорного кольору і нескінченної контрастності, використовується фотолюмінесценція — перевипромінення світла в іншому діапазоні частот. Аналогічно, LED-телевізори — це також не електролюмінесцентне випромінювання як OLED, а вид підсвічування, де замість люмінесцентних ламп з холодним катодом, які використовувались раніше, використовується панель зі світлодіодів (LED).

## Технологія підсвічування на квантових точках Color IQ
Технологію розроблено компанією QD Vision і використано в телевізорах Sony, випущених 2013 року, TCL Corporation, Hisense (K7100).
Світло від синього світлодіода проходить через трубку, заповнену червоними і зеленими квантовими точками, які флуоресціюють і генерують червоне й зелене світло. З трубки виходить біле світло, яке є сумішшю оригінального чистого синього, чистого червоного і чистого зеленого. Трубки підсвічування розміщуються по краях дисплею.

## Технологія QLED
Назва належить Samsung, але її дозволено використовувати всім членам QLED Alliance, створеного в квітні 2017 року.

### Технологія QDEF (quantum dot enhancement film— поліпшувальна плівка з квантовими точками)[12]

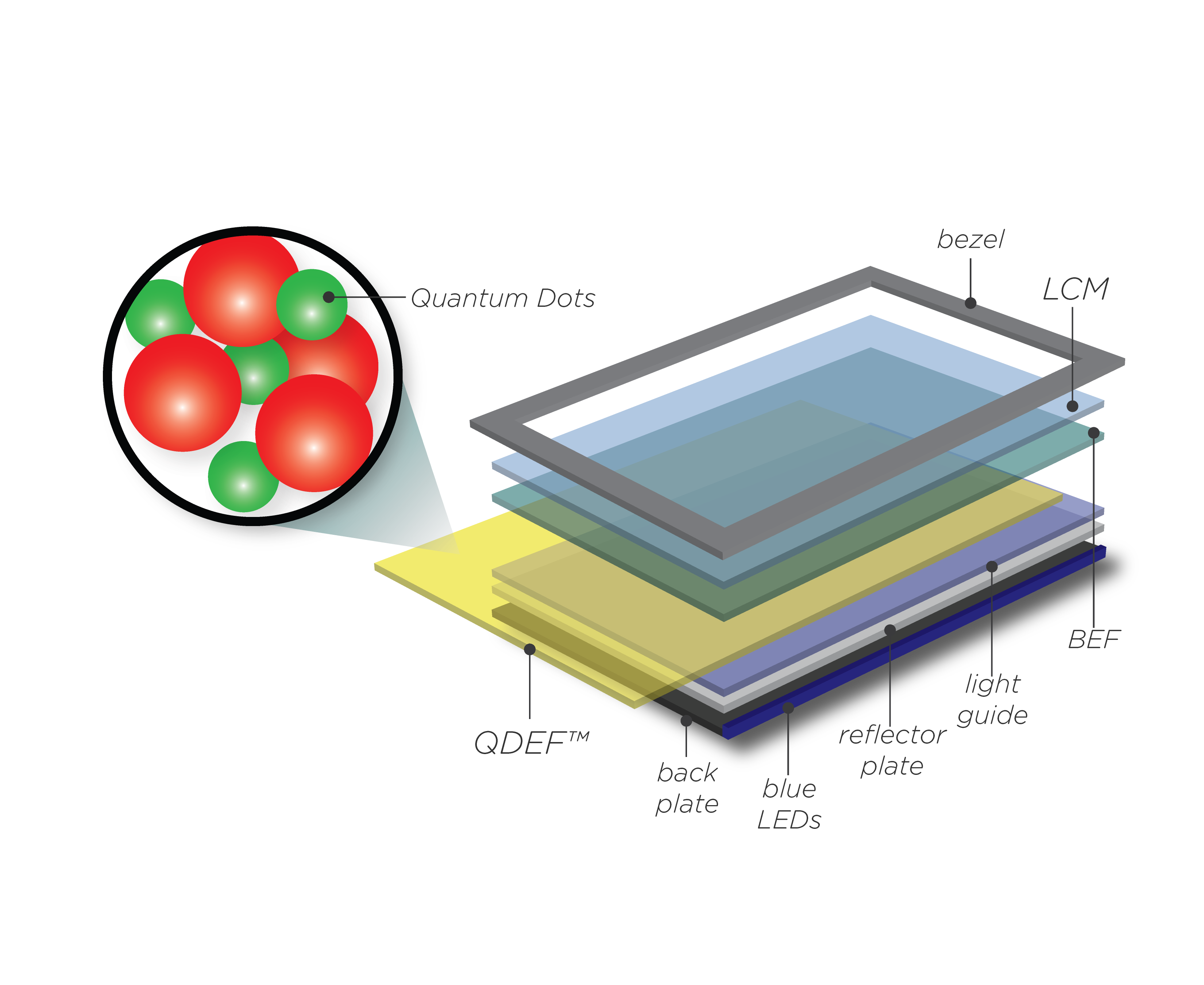
Будова рк-дисплею з плівкою QDEF

Технологію розробила компанієя Nanosys і представила на виставці SID 2011 року. ЇЇ призначення — поліпшити колірну гаму, яскравість і контраст екрану. Ця технологія використовується в телевізорах Samsung, TCL Corporation, Hisense, Philips, планшеті Amazon Kindle Fire HD 7, ноутбуці ASUS Zenbook NX-500.
В РК-панелях між блоком підсвічування з синіх світлодіодів і шаром з рідкими кристалами (LCM) додається плівка, просочена випадково розподіленими квантовими точками двох різних розмірів — одні випромінюють зелене світло, інші — червоне. Червоне і зелене світло змішується з непоглиненим синім світлом, і таким чином формується біле. Потім воно проходить через субпіксельний колірний фільтр (BEF).

### Технологія QDOG (QD on Glass— квантові точки на склі)
Технологія з'явилася 2018 року, а телевізори з екранами QDOG повинні з'явитися в 2019-му[прояснити]. Технологія дозволяє зробити телевізори тоншими і дешевшими.
Квантові точки нанесені на тонкий листок скла, яке служить світловодом.

### Технологія QDCF (QD color filter— квантово-точковий колірний фільтр)
Технологія дозволяє відмовитися від кольорового матричного фільтра. Замість зеленого і червоного субпікселів використовуються комірки з квантовими точками, замість синього субпікселя — прозорий розсіювальний шар, який пропускає блакитне світло від світлодіодного підсвічування. Складність методу полягає в тому, що квантові точки повинні бути розташовані дуже близько одна від одної, щоб між ними не проходило синє світло і не заважало отримувати чисті кольори. Nanosys спільно з виробником чорнила Dic Corporation розробили метод нанесення квантових точок за допомогою струменевого друку, який представлено 2017 року.

## Технологія NanoCell
Технологію представила компанія LG Display 2017 року на виставці CES. Вона дозволила розширити колірне охоплення і збільшити кут огляду.
Традиційні екрани IPS зазвичай забезпечені білим світлодіодним підсвічуванням (WLED), яке дозволяє їм відтворювати кольори в стандартному колірному просторі RGB. В технології Nano IPS на білі світлодіоди (а не на додатковий світлорозсівний шар, як в QLED) наноситься шар наночастинок (звідси назва Nano IPS) — квантових точок розміром менше 2 нм. Вони поглинають світло з певною довжиною хвилі, наприклад, непотрібні відтінки жовтого і помаранчевого, що покращує точність передавання відтінків червоного.
LG Electronics використовує безкадмієві квантові точки Nanoco, які постачає Dow Chemical.

## Виробництво
Дистриб'ютор MMD (Philips Monitors) і компанія QD Vision повідомили, що в Китаї почалися продажі першого в світі монітора на квантових точках. Випускає монітори гонконзька компанія TPV Technology, яка викупила в 2011—2014 році бренд «Philips». Йдеться про 27-дюймовий монітор 276E6ADS, який, завдяки технології QD Vision, дозволяє говорити про появу професійних дисплеїв за ціною споживчих моделей. Він був представлений на виставці CES 2015. В основі пристрою лежить панель IPS, роздільність панелі 1920х1080 пікселів, час відгуку 4 мс, максимальна яскравість 300 кд/м². Монітор охоплює 99 % простору Adobe RGB.
2013: телевізори від Sony серій W900 (модель Ultra HD 55W900) і X900 (65X900, 55X900), планшет Amazon Kindle Fire HDX 7.
2014: на виставці Computex ASUS представила ноутбук Zenbook NX500 з дисплеєм, що використовують технологію QDEF (Quantum Dot Enhancement Film).
2015: телевізори від TCL Corporation, Hisense, Samsung, LG Electronics.
2016: телевізори з прямим екраном від Samsung серій Q9F і Q7F (75, 65- і 55-дюймові моделі).
2017: телевізори з вигнутим екраном від Samsung серій Q7C (діагоналі 49 і 55 дюймів) і Q8C (діагоналі 55, 65 і 75 дюймів) і монітори серій CHG90 і CHG70 від Samsung. Буква «С» в серії означає «Curved» (вигнутий). На виставці CES 2017 Samsung перейменувала свою технологію підсвічування «SUHD» на «QLED». Телевізори від LG серій SJ9500, SJ8500 і SJ8000. Також в цьому році з'явився планшет з технологією Quantum Dot Iconia Tab 10 від Acer, ігрові монітори Acer Predator X27 і ASUS ROG Swift PG27UQ.
2018: монітор ASUS ProArt PA32UC.

## Критика
Згідно з заявою Сета Коу-Саллівана (Seth Coe-Sullivan), засновника і керівника компанії QD Vision, безліч проблем було вирішено дослідниками і інженерами фірми Samsung, проте кращі пристрої на квантових точках не настільки ефективні, як дисплеї на основі органічних світлодіодів. Також необхідно збільшити термін служби, оскільки яскравість QLED дисплеїв починає зменшуватися через 10 000 годин.